# رود لی
 رود لی رودی است به دریای سلتی می‌ریزد. این رود از کشور ایرلند می‌گذرد.